# Ammomanes
Genre
Le genre Ammomanes regroupe trois espèces d'oiseaux appartenant à la famille des Alaudidae.

## Liste d'espèces
D'après la classification de référence (version 7.1, 2017) du Congrès ornithologique international (ordre phylogénique) :
- Ammomanes deserti – Ammomane isabelline
- Ammomanes cinctura – Ammomane élégante
- Ammomanes phoenicura – Ammomane à queue rouge